# قصر الدهلوي
قصر الدهلوي، يعتبر من القصور الأثرية في مدينة الطائف.

## تاريخ البناء
بناه عبد الله الدهلوي وأخيه عبد الله في عام 1315هـ.

## موقع القصر
يقع في حي قروى في شارع الترمذي المتعامد مع شارع الزمخشري اتجاه شارع الجيش السريع شرقاً، وشيدت هذه القصور بحيث يخترق شارع الترمذي القصور الثلاثة.

## عمارة القصر
- يتكون من ثلاثة قصور أنشئت على مراحل مختلفة وكل قصر يتكون من ثلاثة أدوار بنيت على نسق الهندسة المعمارية المحلية الحجازية [3]
- يتميز القصر بالحجر المحلي المتشكل بالألوان البيئية على الأعمدة والأقواس والبراويز الحجرية والرخامية.
- شُيد القصر على أرض زراعية جعلته يمتاز بالطراز الريفي.
- أمتازت شبابيك القصر بحجمها الكبير التي تعتبر علامة فارقة في فتحاته الدائرية، وكما يمتاز بوجود الأسطح والبلكونات الخارجية المفتوحة التي نُقشت في اشكال جمالية، وقد بلغ عدد الشبابيك حوالي150 متخذة المساحات الهندسية المتناسقة.
- أمتاز القصر بوجود ثلاثة دواوين اتسمت بحسن خاماتها البيئية، ومن الديوان الرئيسي بجنوب القصر تصعد سلالم من ناحيتين مخفيتين، فيما يستقل أحد الدواوين بإطاره وبعده عن المرافق الأخرى، وفي غرب وجنوب الديوان فناء واسع يمتد من الشرق إلى الغرب بطول 204م، ومن الجنوب إلى الشمال يمتد بطول 110م، ويعتبر هذا الفناء غني بزراعة الفواكه الطائفية والزهور، وبالفناء بئر بنيت على ارتفاع مخصص لأغراض السقاية وجدران القصر المطلية بالنورة.
- أمتازت أسقف الغرفة بتشكيلاتها الخشبية التي أُستعين في بنائها خشب العرعر.
- يبلغ عدد غرف القصر 35 غرفة تمتاز بتفاوت مساحاتها منها الكبيرة والصغيرة، وملاحق بالجهة الغربية والشمالية لا تقل غرفها عن 15 غرفة، أما دورات المياه؛ فيغلب في بنائها الطابع الإسلامي الذي يتخذ الحمامات المنفصلة خارج كل مجموعة من الغرف والتي تعمل بالبخار الساخن، حيث تعتبر الحمامات الإسلامية طابع حضاري اتخذته معظم مدن الحجاز.
- يغلب على التكوين الجمالي للقصور الثلاثة الزخارف الإسلامية الحجازية المميزة والأعمدة الرومانية، وأيضاً الأخشاب المحفورة بالنقوش المتمثلة على الأبواب والشبابيك والرواشن، وأيضاً الرخام المتشكل على الأعمدة والأقواس في دواوين القصر.[4]

## مواد البناء
- الحجر المحلي
- النوره
- البطحاء
- اللبن (الطين)
- خشب الزان
- خشب العرعر [5]

## سكان القصر
- سكنه عبيدالله عبد الرشيد دهلوي ثم عبد الله عبد الرشيد دهلوي بعد الانتهاء من المرحلة الأولى، وكان عبد الله دهلوي من ضمن المستقبلين بقدوم الملك عبدالعزيز آل سعود حين دخل مكة المكرمة واتجه للطائف، وقد أوكل إليه الملك مهمة الإشراف على ترميم وطلاء المسجد الحرام بمكة المكرمة حين التوسعة الأولى، وكما جعله مشرفاً على إدارة عين زبيدة بمكة المكرمة وتوسعة ماء زمزم بالحرم.
- سكنه الملك فهد بن عبدالعزيز آل سعود اثناء تواجد والده الملك عبد العزيز في الطائف في فصل الصيف واثناء مرضه.
- سكنت القصر إحدى زوجات الملك عبد العزيز والتي كان يطلق عليها الملك فيصل بن عبد العزيز لقب الوالدة.
- سكنه الأمير عبدالله الفيصل وبعض أولاده.
- شهد البستان المجاور للقصر سباقات للخيل بين أنجال الملك عبد العزيز وأنجال الملك فيصل وانجال الأمير عبد الله الفيصل، وكان الملك فيصل بن عبد العزيز يشاهد هذه المناسبات.
- سكنه حسن اسحاق عبد الله دهلوي المسؤول بوزارة الشؤون البلدية والقروية بفرع جدة، وحسن اسحاق دهلوي مدير المعهد التكنولوجي بالرياض، وعبد الرشيد اسحاق مدير إدارة الائتمان بمؤسسة النقد العربي السعودي بالرياض، وعبد المجيد اسحاق المسؤول والمستشار بصندوق مؤسسة النقد بالطائف، وعبد الرحمن اسحاق موظف بتلفزيون جدة، ويعقوب اسحاق موظف بالديوان العام للمحاسبة بالرياض.
- سكنه العميد بحري ركن عمر عبد الحي عبد الله دهلوي، ومدير بيت الشباب بمكة عثمان عمر دهلوي، والأديب محمود عبد الوهاب دهلوي ووالده عبد الوهاب دهلوي.[6]

## انظر ايضاً
- مدينة الطائف
- قصر شبرا
- قصر الملك عبد العزيز (الطائف)
- بيت الكاتب

## وصلات خارجية
- قصور الطائف الأثرية.. معمار حجازي بلمسة رومانية.
- قصور..عمران في مواجهة التاريخ.
- قصور الطائف التاريخية تغري مبدعي الصور السياحية بجمال عمارتها.